# Naturschutzgebiet Breberg
Das Naturschutzgebiet Breberg mit einer Größe von 33,76 ha liegt südwestlich von Ostwig im Gemeindegebiet von Bestwig. Das Gebiet wurde 2008 mit dem Landschaftsplan Bestwig durch den Hochsauerlandkreis als Naturschutzgebiet (NSG) ausgewiesen.

## Gebietsbeschreibung
Beim Naturschutzgebiet handelt es sich um ein Waldgebiet mit bis zu 6 m hohen Felsen. Der Untergrund besteht aus Diabas und teils Sparganophyllumkalk. Der Wald besteht aus Rotbuchen und Rotfichten.

## Schutzzweck
Das NSG soll das Waldgebiet mit seinem Arteninventar schützen.
Wie bei allen Naturschutzgebieten in Deutschland wurde in der Schutzausweisung darauf hingewiesen, dass das Gebiet „wegen der Seltenheit, besonderen Eigenart und Schönheit des Gebietes“ zum Naturschutzgebiet wurde.